# Kontakt (film 1997)
Kontakt – film science fiction w reżyserii Roberta Zemeckisa, zrealizowany w 1997 roku. Jest to luźna adaptacja bestsellerowej powieści Carla Sagana, opowiadającej o odebraniu pierwszej w dziejach wiadomości od pozaziemskiej cywilizacji.
Film otrzymał nagrodę Hugo w kategorii najlepsza prezentacja dramatyczna w 1998 roku.

## Fabuła

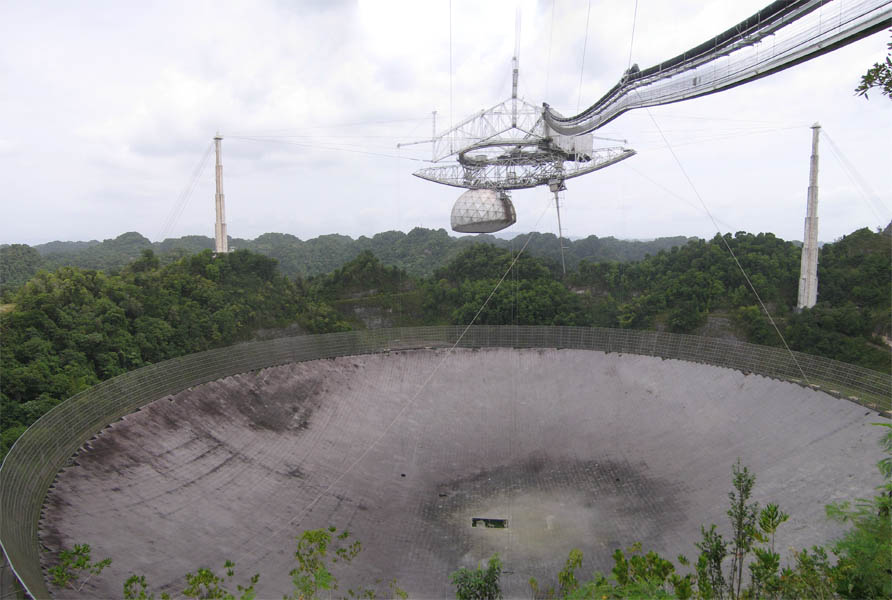
Obserwatorium Arecibo, jeden z plenerów filmu

Ellie Arroway (Jodie Foster) jest naukowcem pracującym w programie poszukiwania inteligencji pozaziemskiej (SETI). Uważa, że jej badania mogą zakończyć się potencjalnie największym odkryciem w dziejach ludzkości i pomimo niechęci ze strony przełożonych na własną rękę szuka źródeł finansowania dalszych badań. Pomimo tego zapada decyzja o zamknięciu projektu. Niedługo potem zostaje odebrany silny sygnał wysłany kilkadziesiąt lat wcześniej z Wegi – jak się okazuje transmisja zawiera materiał telewizyjny z igrzysk olimpijskich w Berlinie z przemówieniem Adolfa Hitlera – pierwszej transmisji na tyle silnej, by wydostać się w przestrzeń kosmiczną. Teraz ktoś lub coś odesłało ją na Ziemię.
Jak się jednak okazuje, przekaz zawiera coś o wiele ważniejszego – szczegółowe plany budowy specyficznego "statku kosmicznego", który zabierze jedną osobę. Zapada decyzja o budowie urządzenia, a Ellie staje się jedną z osób typowanych do fotela pilota. Ponieważ jest zdeklarowaną agnostyczką, międzynarodowa komisja dyskwalifikuje jej kandydaturę i wybiera jej szefa, który na potrzeby komisji wygłosił wyznanie wiary. Podczas przygotowań na Florydzie do startu urządzenia zbudowanego na podstawie kosmicznych planów i instrukcji, fanatyk religijny dokonuje zamachu bombowego. Giną wszyscy znajdujący się na rampie startowej. W Japonii potajemnie zbudowano równolegle drugie, zapasowe urządzenie. Współfinansujący je multimiliarder zdecydował, że tym razem jednak poleci nim Ellie. Podróż wygląda jednak diametralnie inaczej z perspektywy Ellie, niż ze strony obserwujących ją naukowców.

## Obsada
- Jodie Foster – Eleanor Arroway
- Matthew McConaughey – Palmer Joss
- Jena Malone – Eleanor Arroway jako dziecko
- David Morse – Ted Arroway
- Tom Skerritt – David Drumlin
- William Fichtner – Kent
- Geoffrey Blake – Fisher
- Bill Clinton – on sam, prezydent USA
- Larry King – on sam
- Jay Leno – on sam
- Ann Druyan – ona sama
- Kathleen Kennedy – ona sama
- John Holliman – on sam
- Bobbie Battista – ona sama
- Dee Dee Myers – ona sama
- Bryant Gumbel – on sam
- Bernard Shaw – on sam
- James Woods – Michael Kitz
- Angela Bassett – Rachel Constantine
- Rob Lowe – Richard Rank
- Jake Busey – Joseph
- Anthony Hamilton – członek komisji brytyjskiej